# Comunicación después de la muerte inducida
La comunicación después de la muerte inducida (CDMI en español, IADC en inglés) es una técnica terapéutica basada en la EMDR que ayuda a los deudos a procesar y superar el sufrimiento por la muerte de un ser querido. La CDMI fue descubierta y desarrollada en 1995 por el psicólogo estadounidense Allan Botkin, durante su trabajo con veteranos de la guerra de Vietnam.
La CDMI permite a los participantes tener la vivencia gozosa de que observan a sus difuntos e, incluso, de que dialogan con ellos. Esta vivencia permite experimentar una "reconexión" entre el deudo y su ser querido, la cual lleva, en muchos casos, a la conclusión del proceso de duelo.
Los participantes sostienen que la presencia de los difuntos se percibe como algo sumamente "real", por lo que muchos consideran que la CDMI permite acceder verdaderamente a una dimensión trascendente o espiritual. Otros, sin embargo, consideran que la vivencia es el resultado de alguna función natural (aunque aún no determinada) de la mente o del cerebro humano, cuya finalidad es permitir la solución del duelo.
Allan Botkin se ha abstenido de pronunciarse en favor de cualquier interpretación, tanto natural como sobrenatural (aunque descarta que se trate de alucinaciones), pues considera que lo importante de la CDMI no es la fuente de la vivencia, sino su gran eficacia terapéutica.
La comunicación después de la muerte inducida se basa en el tratamiento de dos terapias: EMDR con terapia regresiva Archivado el 13 de agosto de 2020 en Wayback Machine..